# Raúl Lall
Raúl Lall (ur. 27 lipca 1994 w Georgetown) – gujański judoka, uczestnik igrzysk olimpijskich w 2012 roku.

## Życiorys
Wziął udział w rywalizacji w judo do 60 kg podczas igrzysk w Londynie. W drugiej rundzie przegrał z reprezentantem Arabii Saudyjskiej Eisą Majrashi i odpadł z dalszej rywalizacji. W końcowej tabeli został sklasyfikowany na 17. pozycji.